# Wynona Mulcaster
Wynona Croft Mulcaster (Prince Albert, 10 de abril de 1915-San Miguel de Allende, 25 de agosto de 2016) fue una pintora y profesora canadiense. Es conocida por sus paisajes de praderas. También jugó un papel importante en el desarrollo de la equitación competitiva en Saskatoon.

## Biografía

### Primeros años
Nació el 10 de abril de 1915 en Prince Albert, Saskatchewan. Estaba interesada en los caballos y, a menudo, los convertía en el tema de sus primeros dibujos. En 1935 participó en el Prince Albert Horse Show.
Estudió arte con Ernest Lindner de 1935 a 1945. Uno de sus motivos fue aprender a dibujar caballos. En 1942 obtuvo una licenciatura en Arte e Inglés en la Universidad de Saskatchewan. Estudió con Henry George Glyde y A. Y. Jackson en la Escuela de Bellas Artes de Banff en 1946, y con Arthur Lismer en la Escuela de Arte y Diseño del Museo de Bellas Artes de Montreal en 1947. Mulcaster participó en los talleres de artistas de Emma Lake dirigidos por Joseph Plaskett, Will Barnet y Kenneth Noland. El Consejo de Canadá le otorgó una subvención que le permitió visitar las principales galerías de arte de Europa en 1958-1959. En 1976 obtuvo la Maestría en Bellas Artes en el Instituto Allende en San Miguel de Allende, México.

### Carrera
A finales de la década de 1930, Mulcaster ayudó a establecer lo que más tarde se convertiría en los talleres de artistas de Emma Lake en Murray Point en Emma Lake en el norte de Saskatchewan. Allí asistiría a talleres desde 1937 hasta 1993. Entre 1937 y 1943 enseñó arte a escolares en Prince Albert y la zona rural de Saskatchewan.
Se convirtió en profesora en el Saskatchewan Teachers' College en Saskatoon en 1943, y fue directora de educación artística allí desde 1945 a 1948. Uno de sus alumnos en la escuela de profesores en 1947 fue Henry Bonli (1927-2011). Otto Rogers (nacido en 1935) asistió al Saskatoon Teacher's College en 1952-53, donde Mulcaster le introdujo en el cubismo, un estilo que adoptaría para sí mismo. Mulcaster ayudó a establecer la Sociedad Canadiense para la Educación a través del Arte en 1955 en Quebec.
Desde 1964 hasta 1977 fue profesora asociada en el Departamento de Artes Visuales de la Universidad de Saskatchewan. Entre sus alumnos se encontraban Robert Murray y Allen Sapp.
En 1945, Mulcaster se convirtió en instructora no remunerada en el Saskatoon Pony Club, donde enseñó hasta 1973. Ayudó a construir un pabellón para el club en el recinto de exposiciones y logró conseguir destacados instructores invitados para las clínicas de equitación. Muchos ciclistas fueron influenciados por Mulcaster.
Posteriormente fue incluida en el Salón de la Fama del Deporte de Saskatoon en 1994.

## Trabajo artístico

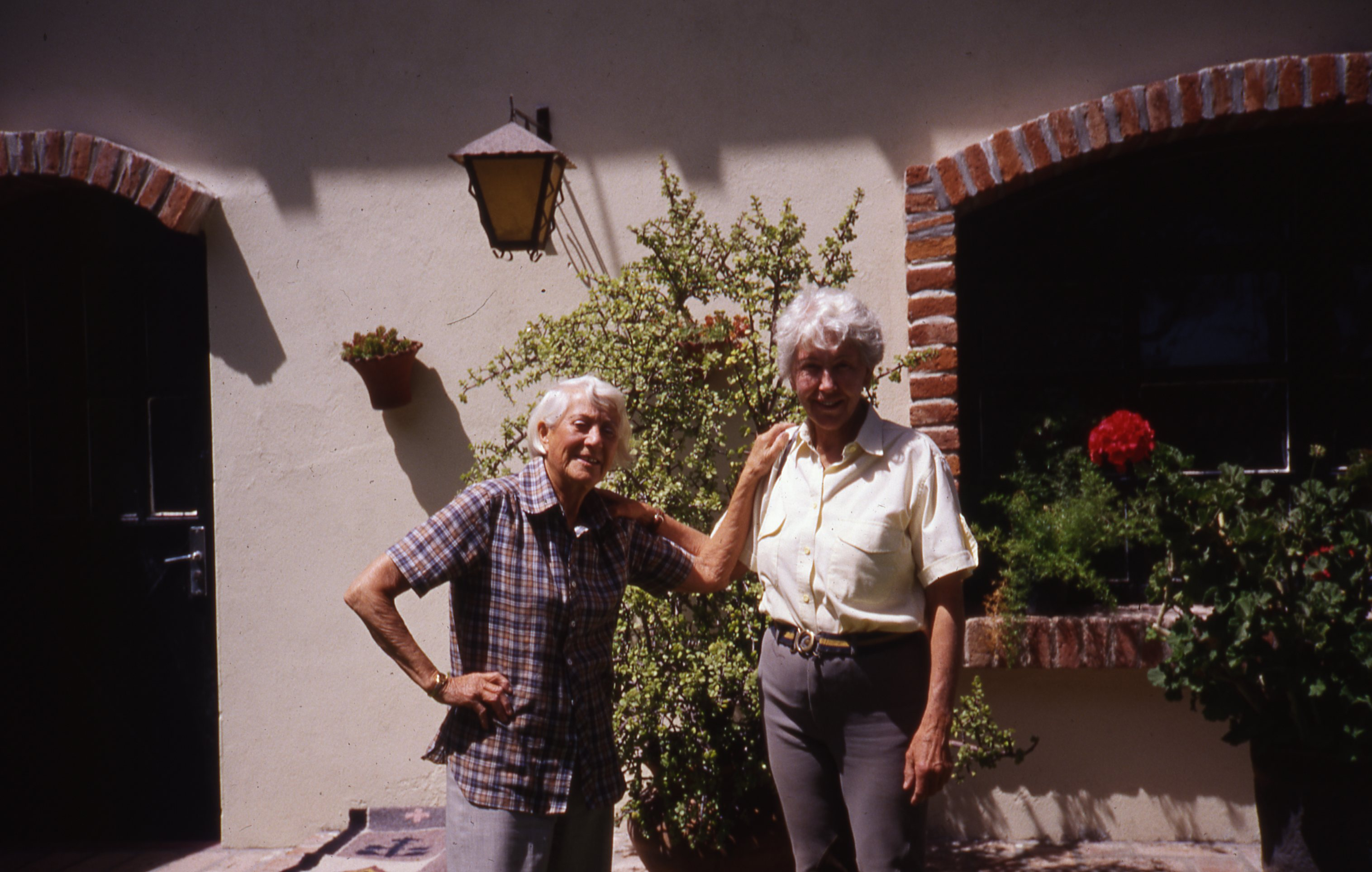
Nonie (Winona) Mulcaster (derecha) y su amiga Martha (izquierda) afuera de su casa en San Miguel, ca 2000.

Las obras de Mulcaster fueron principalmente en acrílico sobre lienzo o papel. Es conocida por sus paisajes de praderas, que muestran la forma y vitalidad de la tierra y el cielo. La Junta de Artes de Saskatchewan le otorgó un premio Lifetime Award for Excellence in the Arts en 1993.
El trabajo de Mulcaster se ha exhibido ampliamente en Canadá. Richard Simmins, primer director de la Galería de Arte Norman Mackenzie en Regina cuando se inauguró en 1953, organizó una exposición de Diez artistas de Saskatchewan 1955. Presentó a jóvenes paisajistas como Mulcaster, Reta Cowley y Dorothy Knowles y pintores abstractos como Henry Bonli, que más tarde se hizo muy conocido. En marzo de 1975, su obra se incluyó en una exposición de artistas importantes de Saskatchewan en la Galería de Arte Mendel de Saskatoon. El trabajo de Mulcaster se encuentra ahora en muchas colecciones públicas y privadas. Estos incluyen el Saskatchewan Arts Board en Regina, el Canada Council Art Bank en Ottawa, la MacKenzie Art Gallery, la Mendel Art Gallery y el Glenbow Museum en Calgary.

## Otras lecturas
- Robert, Enright; George, Moppett; Mulcaster, Wynona (1984). Wynona Mulcaster: A Survey, 1973-1982. Mendel Art Gallery. ISBN 978-0-919863-10-1.